# Charlotte Football Club
Maillots
Actualités
Dernière mise à jour : 23 décembre 2023.
Le Charlotte Football Club est un club franchisé américain de soccer (football) qui évolue en Major League Soccer, basé à Charlotte en Caroline du Nord.
Fondé en 2019, le club obtient une place en MLS pour la saison 2022. Le Charlotte FC joue ses rencontres à domicile au Bank of America Stadium.

## Histoire

### Soccer à Charlotte
La région de Charlotte a historiquement accueilli plusieurs équipes de soccer de division inférieure, depuis le Lightnin' de la Caroline au début des années 80. Le Lightnin' remporte le championnat de l'American Soccer League en 1981, joué devant 20 163 personnes à l'American Legion Memorial Stadium. Après la dissolution de la ligue en 1983, l'équipe joue pendant une saison sous le nom du Gold de Charlotte en United Soccer League avant de cesser ses activités. Le soccer professionnel ne revient à Charlotte qu'à la fondation des Eagles de Charlotte en 1991, qui rejoignent la USISL en 1993,.
La ville de Charlotte figure sur la liste des villes intéressées pour rejoindre la Major League Soccer en 1994, avant la saison inaugurale de la ligue, mais n'obtient pas de franchise. Elle est également nommée comme ville potentielle d'expansion en 1996 et 1998, mais est écartée au profit d'autres marchés. Le Charlotte Convention Center accueille la MLS SuperDraft et la conférence du United Soccer Coaches en janvier 2004. Depuis la rénovation du Bank of America Stadium en 2014, la ville accueille plusieurs matchs amicaux et internationaux, notamment la Gold Cup et l'International Champions Cup.

### Candidature infructueuse pour rejoindre la MLS
Une équipe professionnelle distincte des Eagles de Charlotte, l'Independence de Charlotte, est fondée en 2014 et remplace celle-ci en deuxième division (maintenant appelée USL Championship). L'équipe emménage dans au Sportsplex at Matthews de Matthews, en Caroline du Nord, en 2017. Le groupe de propriétaires de l'Independence de Charlotte exprime son objectif d'avoir une équipe d'expansion en Major League Soccer lors de la fondation du club, et propose une rénovation majeure de l'American Legion Memorial Stadium en 2015 qui en ferait un stade spécifique au soccer. L'équipe embauche une société d'investissements sportifs en octobre 2016 pour promouvoir sa candidature à la Major League Soccer auprès d'investisseurs potentiels tout en préparant d'autres plans de stade.
Une candidature est formée fin 2016 par Marcus G. Smith de Speedway Motorsports, les propriétaires du Charlotte Motor Speedway, avec le soutien de chefs d'entreprises locaux. La candidature propose de construire un nouveau stade sur le site du Memorial Stadium avec 20 000 à 30 000 sièges qui coûterait 175 millions de dollars, dont 87,5 millions de dollars financés par les gouvernements de la ville et du comté et un prêt de 75 millions de dollars au groupe de propriétaires. Le conseil des commissaires du comté de Mecklenburg vote à cinq contre trois en faveur du plan de stade, tandis que le conseil municipal de Charlotte décide de ne pas voter sur la question avant la date limite de soumission le 31 janvier 2017,.
Smith soumet la candidature sans le soutien du conseil municipal, s'appuyant plutôt sur le plan de financement du gouvernement du comté. Plusieurs responsables de la ligue visitent Charlotte en juillet 2017, mais le conseil municipal et les commissaires du comté annulent tous deux leurs réunions pendant la visite. Charlotte doit également faire face à la concurrence d'une candidature soumise par Raleigh, en Caroline du Nord, qui fait également partie de la liste restreinte de douze villes et bénéficie du soutien du gouvernement de l'État. Le gouvernement du comté de Mecklenburg vote en août contre leur contribution financière au projet de stade en faveur du report de la question au gouvernement de la ville, qui refuse de se prononcer sur la question,. En novembre 2017, la MLS réduit sa liste de candidats à quatre villes, laissant la ville de Charlotte de côté.

### Candidature menée par David Tepper
Le milliardaire David Tepper devient le propriétaire des Panthers de la Caroline en National Football League en juillet 2018 et laisse entendre qu'il souhaiterait avoir une équipe de Major League Soccer à Charlotte,. Le nouveau président de l'équipe des Panthers de la Caroline, Tom Glick, était auparavant chef des opérations de Manchester City et est aussi impliqué dans la candidature d'expansion des équipes de la Major League Soccer pour le New York City FC. Glick est chargé de l'organisation d'une candidature à l'expansion des équipes de la Major League Soccer pour David Tepper,.
David Tepper présente une candidature d'expansion formelle pour la ville de Charlotte à la ligue en juillet 2019, peu de temps avant des réunions avec les responsables de la ligue et des visites supplémentaires du Bank of America Stadium. Il annonce des plans en septembre pour améliorer le Bank of America Stadium existant afin de le rendre adapté à une équipe MLS, ce qui comprendrait jusqu'à 210 millions de dollars de contributions du gouvernement de la ville. En novembre, Don Garber (en), le commissaire de la Major League Soccer, désigne Charlotte comme la favorite pour accueillir la trentième équipe du circuit, saluant les efforts de David Tepper et les projets de la candidature.
Le conseil municipal de Charlotte approuve un financement de cent-dix millions de dollars pour le stade et la franchise à la fin du mois de novembre, en utilisant les recettes d'une taxe de séjour. Le conseil des gouverneurs de la Major League Soccer se réunit au début du mois de décembre pour discuter de la candidature de Charlotte et autorise les négociations finales avec David Tepper,. L'équipe d'expansion est officiellement attribuée à Charlotte par la Major League Soccer lors d'un événement au Mint Museum le 17 décembre 2019. Elle doit initialement débuter sa saison en Major League Soccer en 2021. Les frais d'expansion à payer par David Tepper seraient proches de 325 millions de dollars, une augmentation de 62,5 % par rapport à ce qui a été payé par les offres retenues pour St. Louis et Sacramento plus tôt dans l'année,. L'équipe vend 7 000 abonnements de saison lors des vingt-quatre heures qui suivent l'annonce de l'expansion. Le 17 juillet 2020, la Major League Soccer annonce que les débuts de l'équipe seraient retardés d'un an, à 2022, en raison de la pandémie de Covid-19.
Le 8 juillet 2020, le club signe son premier joueur, le milieu de terrain espagnol Sergio Ruiz, en provenance du Racing de Santander. Il est prêté à l'UD Las Palmas pour dix-huit mois, avec un retour prévu à Charlotte en janvier 2022. Le technicien espagnol Miguel Ángel Ramírez est engagé comme premier entraîneur de l'équipe en juillet 2021.

### Saison inaugurale en MLS en 2022
Le 26 février 2022, le Charlotte FC dispute son premier match de saison régulière de Major League Soccer, s'inclinant 3-0 contre D.C. United à l'Audi Field. Le 5 mars, pour son tout premier match à domicile au Bank of America Stadium face au LA Galaxy, le Charlotte FC bat le record d'attendance pour un match de MLS avec 74 479 spectateurs. Lors de cette rencontre, les hauts-parleur du stade tombent en panne au milieu de l'hymne national américain, mais le stade plein continuera à chanter les paroles à cappella. Cela deviendra la signature avant chaque match de chanter l'hyme en coupant les haut parleurs après quelques secondes.
Le 20 juillet 2022, soit moins de 5 mois depuis son tout premier match officiel, le Charlotte FC obtient la victoire au tirs au but en International Champions Cup face à Chelsea, alors club champion du monde suivant leur victoire en Ligue des Champions en 2021.
Le club terminera la saison 2022 à la 9ème place de la Conférence Est de MLS, avec une élimination en 8ème de finale de la Coupe des Etats-Unis face au New York Red Bull.

### Saison 2023 et après
Le début de l'année 2023 est marqué par le drame du décès du défenseur Anton Walkes pendant l'hiver, victime d'un accident de bateau dans les environs de Miami.
Pour leur première participation à la Leagues Cups, réunissant des clubs de MLS et de Liga MX, le Charlotte FC attendra les quarts de finale avant de s'incliner face au futur champion de l'Inter Miami et leur nouvelle recrue, Lionel Messi. Le club n'ayant pas prévu d'aller aussi loin dans la compétition, son dernier match "à domicile" du être joué à 1500 Km de là, le Bank of America Stadium étant en préparation pour accueillir un concert de Beyoncé.
Le club poursuivra sa progression en championnat, accrochant une place de barragiste pour les playoffs de MLS après une double confrontation face à l'Inter Miami. Le club s'inclinera en barrage contre les New York Red Bulls. En revanche, Charlotte sera éliminé dès son premier tour de coupe national face au Birmingham Legion, pourtant club d'USL, soit le 2ème échelon du système de soccer.
Malgré ces résultats corrects, le club connait de grand chamboulement lors de l'hiver 2024, avec notamment le départ de son entraineur Christian Lattanzio au profit du plus expérimenté Dean Smith ; et de son Joueur Désigné Karol Świderski en prêt avec option d'achat pour l'Hellas Verone. Ces changements semblent porter leur fruits car le club passe la majorité de la première partie de saison 2024 dans le Top 5 de la Conference Est de MLS.
Le 23 juin 2024, la ville de Charlotte annonce un plan de rénovation du Bank of America Stadium de plus de 800 millions de dollars.

## Palmarès et résultats

### Bilan par saison
| Saison | Saison régulière | Saison régulière | Saison régulière | Saison régulière | Saison régulière | Saison régulière | Saison régulière | Position | Position | Coupe MLS         | US Open Cup         | Ligue des champions CONCACAF | Affl. moy. saison régulière | Affl. moy. séries éliminat. |
| Saison | M                | V                | N                | D                | BP               | BC               | Pts              | Conf.    | Ligue    | Coupe MLS         | US Open Cup         | Ligue des champions CONCACAF | Affl. moy. saison régulière | Affl. moy. séries éliminat. |
| ------ | ---------------- | ---------------- | ---------------- | ---------------- | ---------------- | ---------------- | ---------------- | -------- | -------- | ----------------- | ------------------- | ---------------------------- | --------------------------- | --------------------------- |
| 2022   | 34               | 13               | 3                | 18               | 44               | 52               | 42               | 9e/14    | 19e/28   | N/Q               | Huitièmes de finale | N/Q                          | 32 560                      | N/Q                         |
| 2023   | 34               | 10               | 11               | 13               | 45               | 52               | 43               | 9e/15    | 19e/29   | Tour préliminaire | Huitièmes de finale | N/Q                          | 36 337                      | -                           |
| 2024   | 34               | 13               | 3                | 18               | 44               | 52               | 42               | 5e/15    | 11e/29   | Premier tour      | N/Q                 | N/Q                          | 35 141                      | -                           |

### Meilleurs buteurs par saison
| Saison | Meilleurs buteurs | Meilleurs buteurs |
| Saison | Joueurs           | Buts              |
| ------ | ----------------- | ----------------- |
| 2022   | Karol Świderski   | 10                |

## Identité du club

### Dénomination
En décembre 2019, plusieurs médias rapportent que Tepper Sports a soumis un dépôt de marque qui comprend huit noms potentiels : Charlotte FC, Charlotte Crown FC, Charlotte Fortune FC, Charlotte Monarchs FC, Charlotte Athletic FC, Charlotte Town FC, Carolina Gliders FC et All Carolina FC. L'annonce du nom est prévue pour juin 2020, mais est retardée d'un mois en raison de la pandémie de Covid-19. Le 22 juillet 2020, le nom et l'écusson sont révélés lors d'un événement en direct, le Charlotte Football Club (abrégé en Charlotte FC) ayant été choisi,.

### Couleurs et logos
L'écusson du club est conçu par Doubleday & Cartwright et consiste en un rond noir avec un centre bleu, la même nuance de bleu utilisée par les Panthers de la Caroline, également propriété de Tepper Sports. La forme, qui ressemble à une pièce de monnaie, et l'utilisation de « Minted 2022 » dans l'écusson font référence à l'industrie bancaire de la ville et à la monnaie de Charlotte, la première succursale de la United States Mint. Au centre se trouve une couronne à quatre pointes, qui fait référence aux quatre quartiers d'Uptown Charlotte et au surnom de la ville de « Queen City », qui fait lui-même référence à l'homonyme Charlotte de Mecklembourg-Strelitz.

## Personnalités du club

### Propriétaire
Le Charlotte FC est détenu par David Tepper, un gestionnaire de fonds spéculatifs et homme d'affaires milliardaire. Il devient le propriétaire des Panthers de la Caroline en National Football League en juillet 2018. Tepper est le propriétaire le plus riche de la National Football League et de la Major League Soccer, avec une valeur nette estimée à douze milliards de dollars.

### Entraîneurs
Le tableau suivant présente la liste des entraîneurs du club depuis 2022.
| Rang | Entraîneur           | Nationalité | Début            | Fin             | Matchs | Victoires | Nuls | Défaites | % victoires | Palmarès |
| ---- | -------------------- | ----------- | ---------------- | --------------- | ------ | --------- | ---- | -------- | ----------- | -------- |
| 1    | Miguel Ángel Ramírez | Espagne     | 7 juillet 2021   | 31 mai 2022     | 17     | 7         | 1    | 9        | 41.18%      |          |
| 2    | Christian Lattanzio  | Italie      | 31 mai 2022      | 8 novembre 2023 | 20     | 8         | 2    | 10       | 40%         |          |
| 3    | Dean Smith           | Angleterre  | 23 décembre 2023 |                 | 20     | 9         | 5    | 6        | 45%         |          |

### Effectif actuel (2025)

#### Joueurs prêtés
Le tableau suivant liste les joueurs en prêt pour la saison 2023.
| Joueurs prêtés |    |                        |                    |                     |           |                 |  |
| \| N° \| P. \| Nat. \| Nom \| Date de naissance \| Sélection \| Club en prêt \| \| \| 20 \| D \| \| João Pedro \| 14/03/2003 (22 ans) \| – \| Rio Ave \| \| \| 19 \| M \| \| Chris Hegart (HGP) \| 06/01/2002 (23 ans) \| – \| Loudoun United \| \| \| 30 \| G \| \| Adrian Zendejas \| 30/08/1995 (29 ans) \| – \| Miami FC \| \| \| 999 \| G \| \| Isaac Walker \| 03/07/2000 (25 ans) \| – \| Crown Legacy FC \| \| |    |                        |                    |                     |           |                 |  |
| N° | P. | Nat.                   | Nom                | Date de naissance   | Sélection | Club en prêt    |  |
| 20 | D  | Drapeau du Brésil      | João Pedro         | 14/03/2003 (22 ans) | –         | Rio Ave         |  |
| 19 | M  | Drapeau des États-Unis | Chris Hegart (HGP) | 06/01/2002 (23 ans) | –         | Loudoun United  |  |
| 30 | G  | Drapeau du Mexique     | Adrian Zendejas    | 30/08/1995 (29 ans) | –         | Miami FC        |  |
| 999 | G  | Drapeau des États-Unis | Isaac Walker       | 03/07/2000 (25 ans) | –         | Crown Legacy FC |  |

| N°  | P. | Nat.                   | Nom                | Date de naissance   | Sélection | Club en prêt    |  |
| 20  | D  | Drapeau du Brésil      | João Pedro         | 14/03/2003 (22 ans) | –         | Rio Ave         |  |
| 19  | M  | Drapeau des États-Unis | Chris Hegart (HGP) | 06/01/2002 (23 ans) | –         | Loudoun United  |  |
| 30  | G  | Drapeau du Mexique     | Adrian Zendejas    | 30/08/1995 (29 ans) | –         | Miami FC        |  |
| 999 | G  | Drapeau des États-Unis | Isaac Walker       | 03/07/2000 (25 ans) | –         | Crown Legacy FC |  |

## Structures du club

### Structures sportives

#### Stade

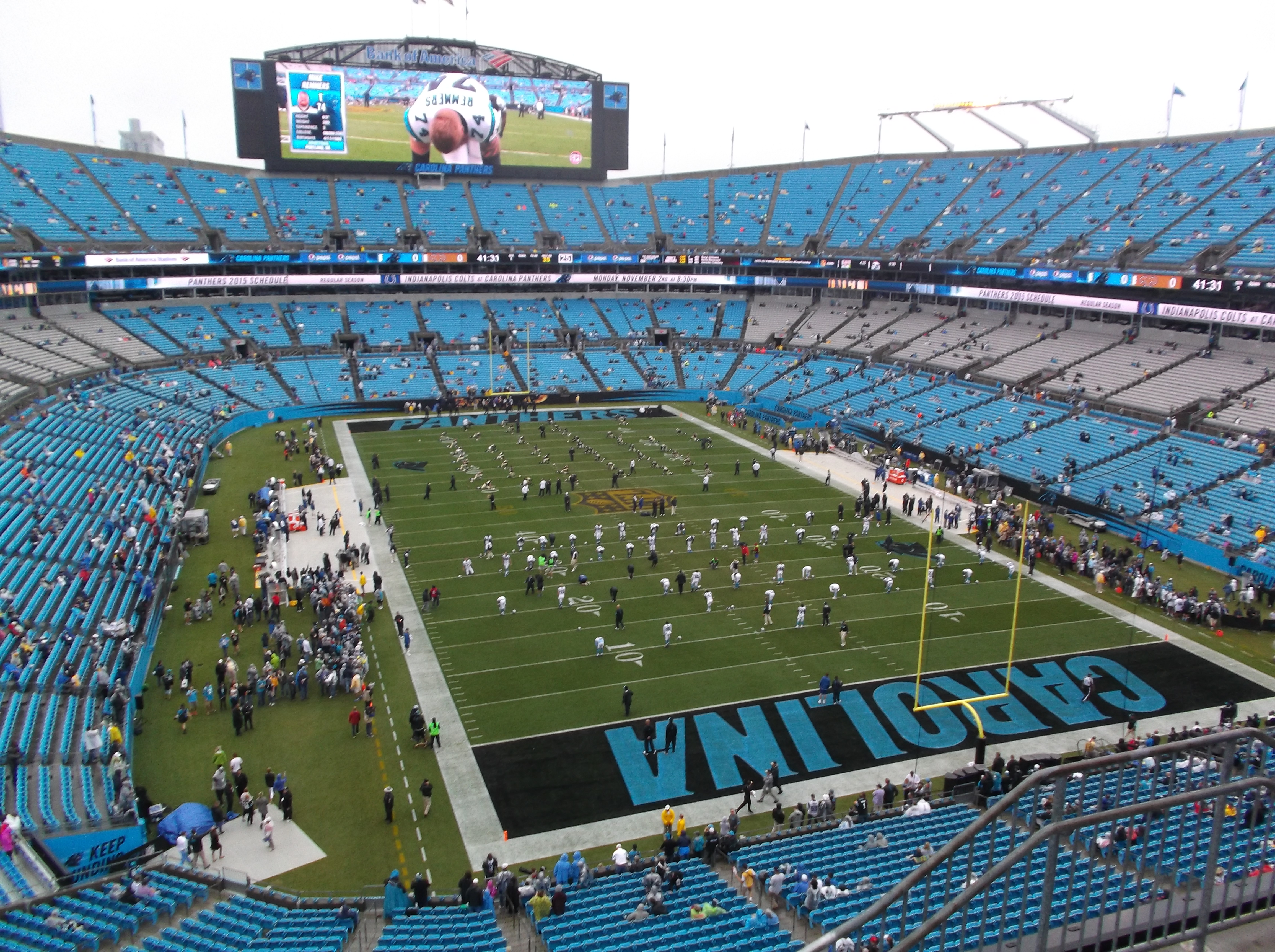
Bank of America Stadium en 2015

Le Charlotte FC joue au Bank of America Stadium, un stade de football américain de 75 525 places qui est le domicile des Panthers de la Caroline en National Football League. Le club prévoit d'utiliser uniquement les sections et rangs inférieurs, plafonnant la capacité à environ 40 000 sièges. En février 2021, le Charlotte FC annonce qu'il serait la première équipe de MLS à utiliser des sièges personnels réservés aux abonnés. Le coût de l'abonnement d'un siège pour la saison inaugurale est fixé à 550$ par siège et ne serait pas transférable vers un nouveau stade potentiel,. L'annonce, ainsi que les prix élevés des billets de saison pour la saison inaugurale, sont accueillis négativement de la part des supporters.

### Centre d'entraînement

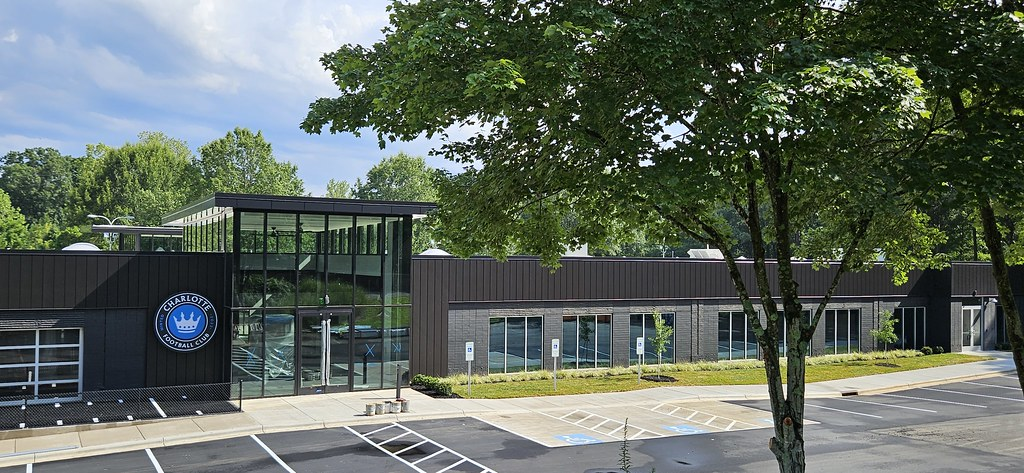
L'Atrium Health Performance Park, qui abrite le siège et les installations d'entraînement du Charlotte FC et du Crown Legacy.

Le siège social et les installations d'entraînement de l'équipe devaient initialement être situés sur l'ancien site du Eastland Mall, une propriété de la ville. En octobre 2020, l'installation prévue au Eastland Mall est annulée en raison d'une réduction des incitations financières offertes par le gouvernement de la ville, y compris un remboursement de taxes.

### Aspects juridiques et économiques

#### Équipementiers et sponsors
En juillet 2019, les organisateurs de la candidature signent un accord pluriannuel de sponsoring de kits avec Ally Financial pour l'équipe de Major League Soccer.

## Soutien et image

### Supporters et affluence
Le plus grand groupe de supporters local, le Mint City Collective, est lancé en juin 2019 pour soutenir la candidature d'expansion pour la Major League Soccer. Il est fondé par plusieurs membres du Roaring Riot, un groupe de partisans des Panthers, et compte six-cent membres en décembre 2019,. D'autres groupes de supporters comprennent la Queen's Firm, fondée en 2017, le West End Collective et les QC Royals, fondés en 2015.

### Relation avec les médias
En avril 2021, le Charlotte FC annonce son premier partenariat de télévision avec le groupe de médias Cox, qui diffusera localement la retransmission en anglais sur WSOC-TV et WAXN-TV, et la retransmission en espagnol sur Telemundo Charlotte. Raycom Sports s'occupera de la production et de la diffusion des matchs locaux pour le réseau de télévision du Charlotte FC dans toute la région.